# Tardo capitalismo
Il tardo capitalismo indica il modello economico di stampo capitalistico emerso durante gli anni 1940 e concomitante all'espansione economica del secondo dopoguerra o "età dell'oro del capitalismo". 

## Storia

### Prima metà del Novecento
Il concetto di "tardo capitalismo" fu usato per la prima volta dall'economista tedesco Werner Sombart nel suo Il Capitalismo Moderno, composto da sei volumi usciti fra il 1902 al 1927, e approfondito in altri scritti da lui pubblicati successivamente. Sombart riteneva che la storia del capitalismo si suddivide in quattro fasi: la prima, quella "proto-capitalistica", perdura per tutto il Medioevo fino agli inizi dell'Età moderna; la seconda, definita "primo capitalismo", inizia nel sedicesimo secolo e termina nell'Ottocento; la terza viene da lui definita Hochkapitalismus (traducibile in "alto capitalismo"), e indicherebbe il periodo di massimo splendore del capitalismo, e perdura fino allo scoppio della prima guerra mondiale; la quarta indicherebbe invece il tardo capitalismo, e termina durante il primo quarto del Novecento.
Durante un suo celebre intervento, Lenin dichiarò che non ci sarebbero "situazioni assolutamente senza speranza" per il capitalismo. L'Internazionale affermò che, con la prima guerra mondiale, era iniziata una nuova epoca di guerre e rivoluzioni in tutto il mondo, e definì il capitalismo monopolistico di stato la fase conclusiva e più elevata del capitalismo.
Il termine "tardo capitalismo" iniziò ad essere usato dai socialisti dell'Europa continentale verso la fine degli anni 1930 e negli anni 1940, quando molti economisti credevano che il capitalismo fosse destinato a decadere. Alla fine della seconda guerra mondiale, alcuni di essi, tra cui Joseph Schumpeter e Paul Samuelson, pensavano che la storia del capitalismo fosse giunta al termine in quanto il contesto economico di allora rendeva apparentemente impossibile una rinascita di tale modello economico.

### Seconda metà del Novecento
Durante gli anni 1960, il termine veniva usato dai marxisti della Scuola di Francoforte e degli austromarxisti. Leo Michielsen e Andre Gorz popolarizzarono intanto il concetto di "neocapitalismo" in Francia e Belgio e analizzarono l'economia capitalistica del dopoguerra. Jacques Derrida preferiva il modello del neocapitalismo rispetto a quello del post/tardo capitalismo. Durante il sedicesimo Congresso dei sociologi tedeschi del 1968, Theodor Adorno dichiarò di prediligere il "tardo capitalismo" alla "società industriale". Leo Kofler affrontò il tema del tardo capitalismo nel suo Technologische Rationalität im Spätkapitalismus ("razionalità tecnologica del tardo capitalismo") del 1971. Nel 1972 Claus Offe pubblicò il suo saggio La crisi della razionalità nel capitalismo maturo. Nel 1973 Jürgen Habermas scrisse il suo Legitimationsprobleme im Spätkapitalismus ("problemi di legittimità nel tardo capitalismo). Il tardo capitalismo venne anche approfondito da Herbert Marcuse ed Ernest Mandel, che scrisse una tesi di dottorato interamente dedicata ad esso.
Immanuel Wallerstein credeva che il capitalismo potesse essere in procinto di essere sostituito da un altro sistema mondiale. Il critico letterario e teorico culturale americano Fredric Jameson riteneva che il concetto di Rudolf Hilferding Jüngster Kapitalismus ("ultimo stadio del capitalismo") fosse forse più prudente e meno profetico rispetto a quello di tardo capitalismo (questo sebbene il lemma "tardo capitalismo" appaia spesso negli scritti di Jameson). Nella sua analisi alla "fine della storia", un tema anche approfondito da Hegel e successivamente da Alexandre Kojève nel suo Introduzione alla lettura di Hegel (1947), Francis Fukuyama sostiene che la democrazia liberale sia la forma ultima di società, e l'ultima possibile per l'uomo oltre alla più perfetta. Oggigiorno, il concetto di tardo capitalismo identifica un mix di progressi high-tech, concentrazione di capitale finanziario (speculativo), postfordismo e una crescente disuguaglianza di reddito.

## Descrizione

### Ernest Mandel
Secondo l'economista marxista Ernest Mandel, che rese popolare il termine con la sua tesi di dottorato del 1972, il capitalismo moderno sarà dominato "dalle macchinazioni - o forse meglio, dalle fluidità - del capitale finanziario"; e anche dalla crescente mercificazione e industrializzazione di settori sempre più inclusivi della vita umana. Mandel credeva che "ben lungi dal rappresentare una 'società postindustriale', il tardo capitalismo [...] costituisce per la prima volta nella storia l'industrializzazione universale generalizzata".
Fino alla metà degli anni 1960, Mandel preferiva usare il termine "neocapitalismo", che era più spesso usato dagli intellettuali belgi e francesi del periodo. Il concetto attirava l'attenzione sulle nuove caratteristiche del capitalismo, ma all'epoca i marxisti di estrema sinistra vi si opposero, perché, secondo loro, potrebbe dar l'impressione che il capitalismo non fosse più tale e potrebbe pertanto portare a errori riformisti piuttosto che al rovesciamento dell'economia capitalista.
Mandel distingue tre fasi dello sviluppo del modo di produzione capitalistico:
- La prima, definita "produzione capitalistica di libera concorrenza", perdurerebbe all'incirca dagli inizi del diciannovesimo secolo fino agli anni settanta dell'Ottocento. Durante essa verrebbe a definirsi il capitale industriale nei mercati interni.
- La seconda, quella del "capitalismo monopolistico", inizierebbe lungo la seconda metà dell'Ottocento e terminerebbe durante gli anni 1940. Questo periodo storico è dominato dalla competizione imperialista mirata a dominare i circuiti commerciali internazionali, e a sfruttare i territori coloniali.
- La terza epoca è quella del tardo capitalismo, e avrebbe inizio con lo scoppio della seconda guerra mondiale. In questa fase, caratterizzata dai flussi di capitale internazionali, globalizzazione e dominati dalle multinazionali, e la globalizzazione e il consumismo assumono nuovi connotati.[16]

Seguendo la tradizione dei marxisti ortodossi, Mandel cercò di dare un'identità alla natura dell'epoca moderna nel suo complesso prendendo a modello le principali leggi del movimento specificate da Marx. L'obiettivo di Mandel era quello di spiegare la rinascita e il boom economico del capitalismo dopo la seconda guerra mondiale che, contrariamente alle previsioni fatte dai teorici di sinistra, mostrò la crescita economica più rapida mai vista nella storia umana. L'analisi del filosofo belga portò a un rinnovato interesse per la teoria delle onde di Kondratiev, che venne riadattata in ambito economico dagli intellettuali.

### Fredric Jameson
Fredric Jameson prese a modello di pensiero di Mandel per scrivere il suo Il postmoderno, o la logica culturale del tardo capitalismo. La postmodernità di Jameson implica un nuovo modo di produzione culturale (sviluppi in letteratura, film, belle arti, video, teoria sociale, ecc.) che differisce notevolmente dall'epoca modernista, in particolare nel suo modo di trattare la posizione del soggetto, della temporalità e della narrativa.
Nell'era modernista, l'ideologia dominante vuole che la società possa essere ri-progettata sulla base della conoscenza scientifica e tecnica e sulla base di un consenso popolare sul significato del progresso. Dalla seconda metà del XX secolo, tuttavia, il modernismo sarebbe stato sempre più eclissato dal postmodernismo, che è scettico nei confronti dell'ingegneria sociale, e presenterebbe una mancanza di consenso sul significato del progresso. Sulla scia del rapido cambiamento tecnologico e sociale, tutte le vecchie certezze sarebbero venute meno. Come diretta conseguenza, ogni singolo aspetto dell'esistenza sarebbe stato quindi destabilizzato, e tutto sarebbe divenuto malleabile, mutevole, transitorio e impermanente.
Jameson sostiene che "ogni posizione sul postmodernismo oggi - sia apologia che stigmatizzazione - è anche ... necessariamente una posizione implicitamente o esplicitamente politica sulla natura dell'odierno capitalismo multinazionale". Una sezione dell'analisi di Jameson venne riprodotta sul Marxists Internet Archive. Jameson considera quella del tardo capitalismo una fase nuova, senza precedenti, e di portata globale, questo indipendentemente dal fatto che venga classificato una forma di capitalismo multinazionale o dell'informazione. Allo stesso tempo, il tardo capitalismo diverge dalla prognosi di Marx inerente allo stadio finale del capitalismo.

### Età contemporanea
La stampa del Nord America ha più volte utilizzato il concetto di "tardo capitalismo" con un'accezione negativa in riferimento alla moderna cultura aziendale, così come alle sue contraddizioni, crisi, ingiustizie e disuguaglianze dovute ai moderni sviluppi economici e aziendali. Alcuni aspetti estremisti del capitalismo di ultima generazione vengono correlati al fascismo in quanto "nella sua ortodossia, il sistema capitalistico è un sistema che si basa su relazioni autorevoli, di controllo e di sfruttamento, come ad esempio quelle che vi sono tra i capitalisti e i lavoratori", e che ciò non sarebbe qualcosa di appartenente a un sistema in devoluzione, quanto piuttosto una caratteristica propria di quel sistema economico. Alcuni, fra cui Kimberley Amadeo, ritengono che il tardo capitalismo non possa andare avanti per sempre, in quanto sarebbe ingestibile.